# Priskryss
Priskryss är ett tillstånd i handel där utbud och efterfrågan möts.
Priskryss används ofta vid den nordiska elbörsen Nord Pool, vars uppgift det är att matcha offerter och förfrågningar i kurvor för att få fram ett priskryss, där utbud och efterfrågan möts för varje timme.